# Пеликани
Пеликани (Pelecanus) са род големи водни птици, които съставляват цялото семейство Пеликанови (Pelecanidae). Характерни за тях са дългият клюн и големият месест джоб под него, служещ за улавяне на риба. Като цяло те имат бледо оперение, като изключение правят кафявият пеликан и Pelecanus thagus. Клюновете, джобовете и оголената кожа на лицето на всички видове става ярко цветна преди настъпването на размножителния период. Осемте съществуващи пеликанови вида имат разпокъсано разпространение по света, обхващащо областите между тропиците и умерените пояси, макар да отсъстват от вътрешността на Южна Америка.
Пеликаните са най-тясно свързани с китоглавата чапла и чукоглавата чапла, попадайки заедно с тях в разреда пеликаноподобни. Открити са вкаменелости на пеликани, датиращи от поне 30 милиона години във Франция. Смята се, че са еволюирали в Стария свят и са се разпространили до Америка.
Пеликаните често посещават вътрешни и крайбрежни води, където се хранят главно с риба, която улавят на водната повърхност. Те летят на ята, ловуват заедно и се размножават на колонии. Четири от видовете правят гнезда на земята, докато другите четири вида свиват гнезда главно по дървета. Пеликаните често са убивани от рибари, тъй като се конкурират с тях за риба. Популациите им спадат вследствие унищожаване на местообитания и замърсяване на околната среда. Имат културно значение в митологията и в християнската и хералдическата иконография.

## Описание
Пеликаните са големи птици, с големи клюнове, характеризиращи се с извита надолу кукичка на края на горната част на човката и с месест джоб, прикрепен към долната част на човката. Тънката рамка на долната част на клюна и гъвкавите мускули на езика оформят джоба в кошница за улов на риба, а понякога и дъждовна вода, като езикът е малък, за да се улесни поглъщането на по-големи риби. Имат дълъг врат и къси здрави крака с големи и ципести ходила. Въпреки че са сред най-тежките летящи птици, те са относително леки за обема си, тъй като имат въздушни мехури в скелета и под кожата, които им позволяват да плават добре във водата. Опашката е къса, крилете са дълги и широки, подходящо оформени за реене и планиране, и имат необичайно много махови пера – между 30 и 35.
Мъжките като цяло са по-големите от женските и имат по-дълги клюнове. Най-малкият вид е кафявият пеликан, чиито индивиди могат да достигат 2,75 kg и 1,06 m и да имат размах на крилата до 1,83 m. Къдроглавият пеликан е най-големият, достигайки 15 kg и 1,83 m, с размах на крилата до 3 m. Клюнът на австралийския пеликан може да достигне половин метър при мъжките, което го прави птицата с най-голям клюн въобще.
По принцип пеликаните имат светло оцветено оперение, с изключение на кафявия пеликан и Pelecanus thagus. Клюновете, джобовете и оголената кожа на лицето на всички видове става ярко цветна преди настъпването на размножителния период. Джобът под клюна на калифорнийския подвид на кафявия пеликан става ярко червен и избледнява към жълто, след снасянето на яйцата, докато джобът на Pelecanus thagus става син. При вида Pelecanus erythrorhynchos пониква бучка на клюна, която пада щом женската снесе яйца. Оперението на незрелите пеликани е по-тъмно от това на възрастните индивиди. Новоизлюпените са розови, посивявайки след 4 – 14 дни, след което развиват бял или сив пух.

## Разпространение и местообитание
Съвременните пеликани се срещат на всеки континент, с изключение на Антарктида. Обитават главно топли региони, макар да се размножават на географски ширини до 45° на юг (Тасмания) и до 60° на север (западните части на Канада). Не се срещат във вътрешността на Южна Америка или на океански острови (с изключение на Галапагос), както и по източния бряг на Южна Америка, от устието на река Амазонка на юг. Вкаменелости на кости от пеликани са намирани и на Южния остров на Нова Зеландия, макар оскъдността им и изолираната им поява предполага, че тези останки вероятно са били просто скитници от Австралия.

## Поведение
Пеликаните плуват добре със силните си и ципести крака. Те търкат задната част на главите си, където се намира тръткова жлеза, от която вземат мазен секрет и го предават на перата си, за да станат водонепроницаеми. Държейки крилата си свободно до телата си, пеликаните плават със сравнително малка част от телата си под водата. Те разсейват излишната топлина като разчесват кожата на гърлото си с клюна, което укорява охлаждането чрез изпарение. Те нощуват и ловуват заедно на плажове, пясъчни ивици и в плитки води.
Влакнести слой дълбоко в гръдните мускули може да държи крилата здраво хоризонтално, което подпомага реенето и планирането на птицата при летене. Използват издигащи се топли маси за реене на височина около 3 km или повече, за да прелитат в клинообразна формация на разстояния до 150 km. Над вода летят ниско, възползвайки се от екранния ефект – въздухът близо до повърхността се компресира, получава по-висока плътност и оказва по-голяма повдигаща сила към птицата отгоре. Така те спестяват голямо количество енергия, докато летят ниско.
Възрастните пеликани разчитат на визуални знаци и поведение за комуникация, особено чрез крила и клюнове. Враждебното поведение включва щракане с клюна по врага или махане с крила по заплашващ начин. Възрастните пеликани сумтят, когато са в колония, но като цяло са тихи извън нея. Новоизлюпените също са звучни, което прави пеликановите колонии шумни места.

## Видове
Родът включва общо осем вида:
- Pelecanus erythrorhynchos
- Pelecanus occidentalis
- Pelecanus thagus
- Pelecanus onocrotalus
- Pelecanus conspicillatus
- Pelecanus rufescens
- Pelecanus crispus
- Pelecanus philippensis

В миналото са съществували и още 12 вида:
- † Pelecanus cadimurka
- † Pelecanus cautleyi
- † Pelecanus fraasi
- † Pelecanus gracilis
- † Pelecanus grandiceps
- † Pelecanus halieus
- † Pelecanus intermedius
- † Pelecanus odessanus
- † Pelecanus proavus
- † Pelecanus schreiberi
- † Pelecanus sivalensis
- † Pelecanus tirarensis